# 大成站 (北海道)
大成站（日语：／ Taisei eki */?）位於日本北海道河西郡芽室町東芽室南2線的北海道旅客鐵道根室本線的鐵路車站。車站編號為K28。電報略號為タセ。

## 歷史
- 1986年（昭和61年）11月1日 - 以國有鐵道的大成臨時乘降場開始營業。只設旅客處理。
- 1987年（昭和62年）4月1日 - 國鐵分割民營化後，由JR北海道繼承。同時升格為車站。

## 車站構造
- 大成車站為1面1線的地面車站。月台十分狹窄，只能供一輛列車上下車。
- 無人車站。
- 設置列車接近警報器。

## 車站周邊
- 國道38號
- 北海道芽室高等學校
- 日本甜菜製糖芽室糖廠
- 十勝巴士「芽室高校前」站

近年進行區域整理，道路維護，令住宅區開始擴大。

## 其他
- 主要的乘客是芽室高校的學生，因此列車主要在上下課時間停靠。2007年（平成19年）10月1日進行班次修改，再加上芽室高校學生會的建議，令停靠的列車超過總數的一半。
- 由於學生的需求較本來預計的多，因此由臨時乘降場升格為車站。

## 相鄰車站
北海道旅客鐵道（JR北海道）
■根室本線
芽室（K27）－大成（K28）－西帶廣（K29）

## 關連項目
- 根室本線
- 日本鐵路車站列表

## 外部連結
- （日語）大成車站（JR北海道釧路分社）
- （日語）大成車站（页面存档备份，存于）
- （日語）全驛參觀之旅（页面存档备份，存于）